# María (chanson)
Pour les articles homonymes, voir Maria.
Singles de Ricky Martin
Te extraño, te olvido, te amo A medio vivir
(1997)
Pistes de A Medio Vivir
A medio vivir
(2) Te extraño, te olvido, te amo
(4)
María est une chanson du chanteur portoricain Ricky Martin sortie le 21 novembre 1995 sous le label Columbia Records. Il s'agit du 3e single extrait de son 3e album studio A medio vivir. La chanson a été écrite par Luis Gómez-Escolar, K. C. Porter, Ian Blake et produite par K. C. Porter, Ian Blake. Premier single international pour Ricky Martin, le single s'est classé numéro un durant 9 semaines en France.

## Formats et liste des pistes
Royaume-Uni CD maxi-single #1
1. "María" (Spanglish Radio Edit) – 4:31
2. "María" (Spanish Radio Edit) – 4:38
3. "María" (Spanglish Extended) – 7:56
4. "María" (Spanish Extended) – 8:10
5. "María" (12" Club Mix) – 5:50
6. "María" (Spanglish Dub) – 6:07

 Royaume-Uni CD maxi-single #2
1. María (Spanglish Radio Edit) – 4:31
2. María (Spanish Radio Edit) – 4:38
3. Dónde Estarás (Pablo and Javier's Moon Mix)
4. Volverás" (Album Version) – 4:52

 États-Unis CD maxi-single
1. María (Spanglish Radio Edit) – 4:31
2. María (Spanish Radio Edit) – 4:38
3. María (Spanglish Extended) – 7:56
4. María (Spanish Extended) – 8:10
5. María (Spanglish Dub) – 6:07
6. María (Perc A Pella Mix) – 5:07